# Slaine
Sláine (in älteren deutschsprachigen Ausgabe Slaine) ist ein Fantasy- bzw. Barbaren-Comic ähnlich der „Conan“-Serie des Marvel-Verlags und erscheint in Großbritannien seit 1983 innerhalb der Comicreihe 2000 AD. Letztgenannte wurde zunächst von IPC Media verlegt, inzwischen erscheint sie bei Rebellion. Erdacht wurde Sláine von Pat Mills und seiner damaligen Ehefrau Angie Kincaid, die auch die erste Episode zeichnete. Pat Mills schreibt die Serie bis heute und arbeitet mit wechselnden Zeichnern zusammen, u. a. mit Simon Bisley, Glenn Fabry und Clint Langley. Die deutschen Ausgaben erschienen im Bastei-Verlag, in dem dem Egmont Ehapa Verlag angegliederten Feest-Verlag, bei Egmont Fleetway sowie seit 2017 im Dantes Verlag. Der Comic wurde auch in weitere Sprachen übersetzt.

## Handlung und Hintergrund
Erzählt wird die Geschichte durch den Zwerg Ukko, der Sláine auf seinen abenteuerlichen Reisen begleitet. Chronologisch beginnt die Geschichte Sláines mit den von Kincaid, Belardinelli und McMahon gezeichneten Episoden, die in Sláine - Morgendämmerung zusammengefasst sind. Nach Ansicht einiger Kritiker erreicht die Serie ihren zeichnerischen Höhepunkt  in der von Simon Bisley gezeichneten Episode Der gehörnte Gott, die bei Bastei in vier Einzelbänden als 'Simon Bisleys Slaine' veröffentlicht wurde, in denen Sláine erstmals einem deutschsprachigen Publikum vorgestellt wurde. Die Handlung dieser von Simon Bisley gezeichneten Geschichte ist im Tír na nÓg einer mythischen Vorzeit angesiedelt und bedient sich einiger Elemente irisch-gälischer Mythen (siehe auch Keltomanie). Sláine wird in seiner Jugend von seinem Stamm verbannt, wird aber während seiner Wanderschaft, auf der er die Druidenschülerin Nest trifft, welche im weiteren Handlungsverlauf eine bedeutende Rolle spielt, von der Erdgöttin Danu als ihr Vorkämpfer und Bettgenosse auserkoren. Während dieser Zeit werden die untereinander verfeindeten Keltenstämme von Seedämonen, den Formoren, bedroht. Es gelingt Sláine, ein Bündnis von vier Stämmen zu schmieden, die je ein heiliges Artefakt der Erdgöttin hüten, und sie in eine siegreiche Schlacht gegen die Formoren und nach dem Untergang Tír na nÓgs nach Irland zu führen. Schließlich wird Sláine zum Hochkönig dieser vier Stämme ernannt, entmachtet die Druidenkaste und reetabliert die Verehrung Danus als oberster Göttin. In späteren Bänden wird Sláine durch Zeitsprünge in die Epoche der römischen Invasion Britanniens und ins Mittelalter versetzt, wo er gegen die römischen Besatzer bzw. gegen Feudalherren und deren Gott, der ein als Demiurg gedachter Lovecraft'scher „älterer Gott“ ist, aber nicht gegen den Christengott, sondern gegen eine korrupte Kirche und deren Repräsentanten, die im Dienst der Cythrons stehen. Am Ende von Band 8 der Neuausgabe des Dantes Verlages heißt es, aus dem Munde Sláines: „Zeit ist bedeutungslos, Marian. Wir alle kämpfen in einem ewigen Krieg zwischen gut und böse. Durch Zeit und Raum kämpfen wir für die Göttin. Es zählt nur, wer du bist … und ob du auf die Stimme in deinem Herzen hörst. Es ist egal, ob du dich ‚Christ’ nennst, ‚Heide’, ‚Druide’ oder ‚Hexe’ oder ‚Held’ … das ist nur der Name deines Schwertes.“
Die fiktionale Figur des Protagonisten Sláine ist an Cú Chulainn angelehnt, den Helden des irischen Ulster-Zyklus. Attribute des Cú Chulainn, die Sláine zugewiesen werden, sind der ríastrad bzw. warp-spasm (in den älteren deutschen Sláine-Fassungen als „Wellenkrampf“ übersetzt, in der aktuellen Neuübersetzung im Dantes Verlag „Verwindungskrampf“), eine Kampfeswut, in der Sláine sich in ein Ungeheuer verwandelt, sowie der Gae Bolga, ein mit Widerhaken besetzter Speer (in den früheren deutschen Ausgaben als „Zackenspeer“ wiedergegeben; zumeist kämpft Sláine jedoch mit einer Labrys  einer Doppelaxt). Ebenfalls aus dem Ulster-Zyklus entlehnt ist der Name Kriegerkönigin Medb, den in Sláine eine Gegenspielerin des Helden trägt. Benannt ist der Protagonist nach Sláine mac Dela, dem legendären ersten Hochkönig Irlands. Sein Clanname Mac Roth ist der Name des Stewards von König Ailill mac Máta und Königin Medb von Connacht, zwei zentralen Gestalten in der Sage Táin Bó Cúailnge. Die von Sláine verehrte Göttin Danu und ihre Stämme, die Túatha Dé Danann, entstammen der keltischen Mythologie. Der gehörnte Gott Carnun, den Sláine als Heros, Vorkämpfer und zeitweiliger Gefährte Danus verkörpert, ist von der gallischen Gottheit Cernunnos inspiriert. Auch die Formoren mit ihrem Anführer Balor stammen aus irischen Sagen.

## Deutsche Ausgaben
- Slaine, Herr des Sonnenreiches. Bastei-Verlag 1990–1993. (Text: Pat Mills; Zeichnungen: Simon Bisley; inhaltlich identisch mit den bei Feest Comics erschienenen vier Bänden von Simon Bisleys Slaine)
  - Bd. 1: Der Gott mit den Hörnern ISBN 3-404-72502-6
  - Bd. 2: Der Kampf mit dem Geisterdrachen ISBN 3-404-72505-0
  - Bd. 3: Im letzten Licht der Götterdämmerung ISBN 3-404-72509-3

- Slaine. Feest Comics 1994–1999. (Text: Pat Mills)
  - Bd. 1: Der Dämonenjäger (ISBN 3-89343-199-3; Zeichnungen: Dermot Power, Glenn Fabry)
  - Bd. 2: Die Königin der Hexen (ISBN 3-89343-200-0; Zeichnungen: Dermot Power)
  - Bd. 3: Der Name des Schwerts (ISBN 3-89343-201-9; Zeichnungen: Paul Staples)
  - Bd. 4: Der Herr der Unordnung (ISBN 3-89343-202-7; Zeichnungen: Clint Langley)
  - Bd. 5: Die Schätze Britanniens (Teil 1) (ISBN 3-89343-204-3; Zeichnungen: Dermot Power)
  - Bd. 6: Die Schätze Britanniens (Teil 2) (ISBN 3-89343-204-3; Zeichnungen: Dermot Power)
  - Bd. 7: König der Herzen (ISBN 3-89343-205-1; Zeichnungen: Nick Percival)
  - Bd. 8: Der heilige Gral (ISBN 3-89343-306-6; Zeichnungen: Steve Tappin)

- Simon Bisleys Slaine. Feest Comics 1996. (Text: Pat Mills; Zeichnungen: Simon Bisley)
  - Bd. 1: Der gehörnte Gott ISBN 3-89343-189-6
  - Bd. 2: Der Kampf mit dem Geisterdrachen ISBN 3-89343-190-X
  - Bd. 3: Der König der Könige ISBN 3-89343-195-0
  - Bd. 4: Götterdämmerung ISBN 3-89343-196-9

- 2000 AD präsentiert: Slaine. Egmont Fleetway 1999–2001. (Text: Pat Mills)
  - 2000 AD präsentiert 2: Slaine (1): Der Herr der Bestien (ISBN 1-85386-351-3; Zeichnungen: Rafael Garres, Paul Staples)
  - 2000 AD präsentiert 5: Slaine (2): Königin der Schlangen (ISBN 1-85386-354-8; Zeichnungen: Paul Staples; Siku)
  - 2000 AD präsentiert 15: Slaine (3): Das geheime Bündnis (1) (ISBN 1-85386-376-9; Zeichnungen: David Bircham)
  - 2000 AD präsentiert 16: Slaine (4): Das geheime Bündnis (2) (ISBN 3-7704-2850-1; Zeichnungen: David Bircham)
  - 2000 AD präsentiert 17: Slaine (5): Das geheime Bündnis (3) (ISBN 3-7704-2851-X; Zeichnungen: David Bircham)
  - 2000 AD präsentiert: Slaine (Messe-Special 2000) (Zeichnungen: Glenn Fabry, Jim Murray)
- Sláine. Dantes Verlag seit 2017
  - Sláine 1 – Morgendämmerung, 2017, (ISBN 978-3-946952-02-2, Text: Pat Mills und Angie Kincaid, Zeichnungen: Massimo Belardinelli, Angie Kincaid und Mike McMahon, Übersetzung: Jens R. Nielsen)
  - Sláine 2 – Drachenbeute, 2017, (ISBN 978-3-946952-03-9, Text: Pat Mills, Zeichnungen: Mike McMahon und Massimo Belardinelli, Übersetzung: Jens R. Nielsen)
  - Sláine 3 – Der Zeitenkiller, 2018, (ISBN 978-3-946952-04-6, Text: Pat Mills, Zeichnungen: Glenn Fabry, David Pugh und Bryan Talbot, Übersetzung: Jens R. Nielsen)
  - Sláine 4 – Die Gruft des Schreckens, 2018, (ISBN 978-3-946952-15-2, Text: Pat Mills, Zeichnungen: Glenn Fabry, David Pugh, David Lloyd und Nick Williams, Übersetzung: Jens R. Nielsen)
  - Sláine 5 – Der König, 2018, (ISBN 978-3-946952-25-1, Text: Pat Mills und Angie Kincaid, Zeichnungen: Glenn Fabry, Mike Collins und Mark Farmer, Übersetzung: Jens R. Nielsen)
  - Sláine 6 – Der gehörnte Gott, 2019, (ISBN 978-3-946952-26-8, Text: Pat Mills, Zeichnungen: Simon Bisley, Übersetzung: Jens R. Nielsen)
  - Sláine 7 – Die Hexenkönigin, 2019, (ISBN 978-3-946952-38-1, Text: Pat Mills, Zeichnungen: Glenn Fabry, Dermot Power, Greg Staples und Massimo Belardinelli, Übersetzung: Jens R. Nielsen)
  - Sláine 8 – Der Narrenprinz, 2020, (ISBN 978-3-946952-50-3, Text: Pat Mills, Zeichnungen: Clint Langley, Greg Staples und Jim Murray, Übersetzung: Jens R. Nielsen)
  - Sláine 9 - Britanniens Schätze, 2021, (ISBN 978-3-946952-67-1, Text: Pat Mills, Zeichnungen: Dermont Power und Stephen Tappin, Übersetzung: Jens R. Nielsen)

## Adaptionen
Es existieren bisher zwei Romanadaptionen:
- Steven Sevile: Sláine the Exile. Black Flame 2006. ISBN 1-84416-387-3
- Steven Sevile: Sláine the Defiler. Black Flame 2007. ISBN 1-84416-493-4

2007 erschien ein Regelbuch für ein Sláine-Rollenspiel innerhalb des RuneQuest-Universums:
- Ian Sturrock: RuneQuest Sláine. Mongoose Publishers 2007. ISBN 1-906103-03-8

1987 wurde ein Sláine-Computerspiel für den C64 und den Amstrad CPC veröffentlicht, das in Großbritannien und Deutschland erhältlich war:
- Sláine, the Celtic Barbarian. (Hersteller: Martech; Entwickler: Creative Reality)[8]

## Populärkulturelles
- Die amerikanische Folk-Heavy-Metal-Band The Lord Weird Slough Feg benannte sich nach einem Gegenspieler Sláines.[9]